# Chābolkān Ḩājjī
Chābolkān Ḩājjī (persiska: چاولكان حاجی, چابُلكان حاجّی, چابَلكَن حاجّی, چابُلكانِ حاجی, چاوُلكان, چابُلَكان هَجی, چاوَلكانِ حاجّی, چاولَكانِ حاجّی, Chāvelkān-e Ḩājjī, چابلکان حاجی) är en ort i Iran.   Den ligger i provinsen Kurdistan, i den nordvästra delen av landet, 400 km väster om huvudstaden Teheran. Chābolkān Ḩājjī ligger 1 793 meter över havet och antalet invånare är 373.
Terrängen runt Chābolkān Ḩājjī är kuperad. Runt Chābolkān Ḩājjī är det ganska tätbefolkat, med 60 invånare per kvadratkilometer. Närmaste större samhälle är Shūyesheh, 18,5 km söder om Chābolkān Ḩājjī. Trakten runt Chābolkān Ḩājjī består i huvudsak av gräsmarker.